# Хамерсли (хребет)
Ха́мерсли (англ. Hamersley Range) — горный хребет в Австралии, расположенный на территории штата Западная Австралия.

## География
Хамерсли представляет собой горный хребет, расположенный в австралийском регионе Пилбара в Западной Австралии. Протяжённость хребта с востока на юго-восток составляет около 260 км. Высшая точка Хамерсли, которая одновременно является высшей точкой Западной Австралии, гора Мехарри, достигает 1249 м, гора Брюс в 62 км всего на 15 м ниже. Имеются крупные месторождения железной руды (в начале 1990-х годов в горах добывалось 90 % всей австралийской железной руды), а также синего асбеста (добыча прекращена в 1966 году), золота.
Полосчатые горные образования с высоким содержанием железа, обнажённые в большинстве скал и вблизи ущелий, сформировались более 2,5 млрд лет назад в результате накопления на древнем морском ложе железистых и кремниевых отложений, которые под действием давления постепенно превратились в горную породу. В последующие годы порода была подвергнута сильной ветровой и водной эрозии, в результате которых образовались многочисленные ущелья и современный ландшафт хребта.
Климат в горах тропический полупустынный, сильно изменчивый. Летом выпадает около 250—350 мм осадков, а температура зачастую составляет 40 °C.
На территории хребта расположен Национальный парк Кариджини (англ. Karijini National Park), один из крупнейших австралийских национальных парков.

## История
До появления первых европейских исследователей горы были заселены представителями австралийских аборигенов. В 1861 году хребет был открыт Фрэнсисом Томасом Грегори, который назвал его в честь Эдварда Хамерсли, который финансировал эту экспедицию.